# Ashfield (Massachusetts)
Pour les articles homonymes, voir Ashfield.
Ashfield est une ville du comté de Franklin au Massachusetts, fondée en 1743.
Sa population était de 1 737 habitants en 2010.

## Historique
Ashfield a tout d'abord été une colonie permanente, en 1743, avant d'être officiellement établie en 1765. La ville a d'abord pris le nom de Huntstown, en lien avec le capitaine Ephraïm Hunt, mort pendant la première guerre intercoloniale, et qui avait hérité de cette terre en guise de paiement pour ses services. La première colonie permanente a été créée en 1745 par Richard Ellis,un immigrant irlandais originaire d'Easton. La ville a eu une petite industrie de menthe poivrée au XIXe siècle, mais la plupart du temps la ville a eu une économie principalement agraire, avec un peu de tourisme autour d'Ashfield Pond.

## Personnalités en lien avec la ville
- Cecil B. DeMille, réalisateur de films, dont les parents étaient en vacances dans la ville à l'époque ;
- Alvan Clark, un astronome du XIXe siècle et fabricant de télescope ;
- William S. Clark, membre du Sénat du Massachusetts et troisième président du Massachusetts Agricultural College (maintenant UMass Amherst) ;
- G. Stanley Hall (1844-1924), philosophe et psychologue américains.

## Galerie de photos

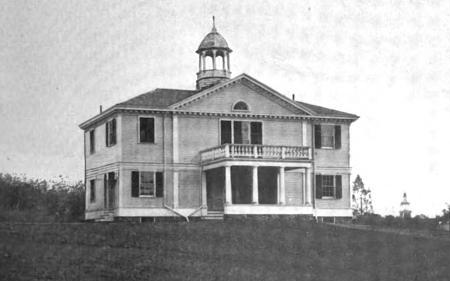
Ashfield public library, 1899